# Pseudocalotes rhammanotus
Espèce
Pseudocalotes rhammanotus est une espèce de sauriens de la famille des Agamidae.

## Répartition
Cette espèce est endémique du Sud de l'île de Sumatra en Indonésie.

## Publication originale
- Harvey, Hamidy, Kurniawan, Shaney & Smith, 2014 : Three new species of Pseudocalotes (Squamata: Agamidae) from southern Sumatra, Indonesia. Zootaxa, no 3841 (2), p. 211–238.